# Cyril Hykel
Cyril Hykel (28. listopadu 1896 Štramberk – 19. března 1976 Nový Jičín) byl moravský sběratel lidové slovesnosti a učitel.

## Život
Narodil se v rodině pekaře Jan Hykela a Teresie roz. Raškové. R. 1924 se oženil s Annou Gillarovou.
Vystudoval gymnázium v Příboře a potom sám učil. První světovou válku prožil na bojištích Ruska, Dalmácie a v Tyrolsku.
Učitelskou dráhu začínal v Závišicích a v Rybí. Zde byl jeho představeným řídící Zábranský, s jehož synem Adolfem uzavřel Hykel pevné přátelství. Společně nacvičovali ochotnické divadlo a organizovali kulturní akce v Rybí.
S výjimkou období protektorátu, kdy působil v okrese Frýdek-Místek, učil Hykel od konce třicátých let po celou dobu své aktivní učitelské činnosti v rodném Štramberku. Zde byl v letech 1948–1953 a 1959–1966 ředitelem základní školy. V důchodu se stal správcem místního muzea a knihovníkem.
Na učitelských působištích sbíral lidové písně, tance, vyprávění, které neustále rozšiřoval o další díla. Svá díla publikoval v několika časopisech – Kravařsko, Radostná země.
Nebyl pouze muzikant, ale také tanečník. Nejlépe z řady hudebních nástrojů hrál na kobzu.

## Dílo
- Lidové tance ze Štramberka na Lašsku – klavírní úpravy a partitury lidové hudby zpracoval František Bonuš. Praha: SNKLHU, 1953
- O pokladech na Kotouči: pohádky a pověsti ze Štramberska a okolí – ilustrovala Zdenka Táborská. Ostrava: Profil, 1980
- Nakladatelství Profil v Ostravě představuje své autory: Jaromír Balla, Jan Beneš, František Čečetka, Bohumír Fiala, Josef Filgas, Cyril Hykel, Eva Kilianová, Jaromíra Kolárová, Petr Křenek, Miloš Kulišťák, František Lazecký, Lubomír Man, Vojtěch Martínek, Jaroslav Müller, Štěpán Neuwirth, Marie Podešvová, Jan Rohel, Helena Salichová, Oldřich Sirovátka, Richard Sobotka, Josef Strnadel, Marta Šrámková, Pavel Tobiáš, František Továrek, Zdeněk Vyhlídal – připravily Svatava Urbanová a Eva Sobková. Ostrava: Profil, 1986